# Distorção de fatos
Distorção de fatos (português brasileiro) ou factos (português europeu), também conhecida como omissão de dados, é uma falácia que consiste em mascarar fatos e as suas provas, assim como distorcer a realidade omitindo informações relevantes para alcançar uma conclusão.

## Estrutura
1. Pessoa X é Y
2. A maioria de Y faz Z
3. Provavelmente, X fará Z

Omitindo que X apesar de Y pertence à minoria que não faz Z.

### Exemplo
1. O Alberto é ribatejano.
2. A maioria dos ribatejanos vota no PS
3. Logo, o Alberto provavelmente votará no PS.

É omitida a informação de que o Alberto vive em Rio Maior e a maioria dos riomaiorenses, apesar de ribatejanos vota no PSD. Desse modo, o argumento é falacioso porque foram excluídos dados importantes para a conclusão.